# 朋友之歌
《朋友之歌》是日本二人组合柚子的第7张单曲。1999年9月29日由其所属公司Senha&Company发售。

## 收录曲
1. 朋友之歌　（5:11）
  - 作詞・作曲: 北川悠仁 /弦乐: 阿部雅士
2. 未練歌　（4:29）
  - 作詞・作曲: 北川悠仁
3. 徒然的等待　（4:01）
  - 作詞・作曲: 岩泽厚治